# Dayia
Dayia es un género con dos especies de plantas con flores perteneciente a la familia Polemoniaceae. 

## Especies seleccionadas
| - Dayia grantii - Dayia scabra |

- Datos: Q5800552
- Especies: Dayia